# ريوزابورو أوتومو
ريوزابورو أوتومو (大友龍三郎 أوتومو ريوزابورو) هو ممثل ياباني ولد في 18 مايو 1952 في طوكيو.

## أدواره في الأنمي

### مسلسلات أنمي تلفزيونية
- خيميائي الفولاذ: فل ميتال ألكيميست - النقيب بكانير
- أبطال الديجيتال الجزء الأول - الوطواط، هراس
- سابق ولاحق - دكتور جلجل
- بيدابول - عين الصخور
- فايس كرويتز - شيغيمي يوكو
- ترايجان - دينيم
- جانجريف - بير والكن
- كاوبوي بيبوب - أبدول هاكيم
- ساموراي تشامبلو - إيشيماتسو
- إكسل ساغا - دكتور كابابو
- إينوياشا - هوسنكي
- ون بيس - كروكودايل، تينغوياما هيتيتسو، أبيض اللحية (الصوت الثاني)
- سبيد غرافر - كاندا
- هاكابا كيتارو - دراكولا الرابع
- البدلة المتنقلة جاندام 00 - هومر كاتاغيري
- البدلة المتنقلة جاندام إيج - فيزارل إيزلكانت
- ساموراي 7 - غنزو
- داركر ذان بلاك: جوزاء النيزك - غورو كوباياشي
- كيكايشي - ساسوريغاما
- نهضة بطل الدرع - جثة التنين
- دراغون بول Z - دابورا
- دراغون بول كاي - بورونغا (الصوت الثاني), غيوماو (الصوت الثاني), الملك كولد، دابورا
- إينيشال دي Fourth Stage - كوزو هوشينو
- وولفرين - أوميغا ريد
- فريزينغ فايبريشن - هوارد إل بريدجيت
- فافنر في السماء الزرقاء EXODUS - نارين وايزمان بوز
- طوكيو غول - إيواو كورويوا
- طوكيو غول √A - إيواو كورويوا
- طوكيو غول:re - إيواو كورويوا
- بوكيمون - موراماسا
- بوكيمون إكس/واي - ولفريك
- عروس الساحر - نيفين
- أساطير في قادم الزمان - الملك أجود
- سيرك كاراكوري - دوتوري

### أنمي الإنترنت
- أوبسوليت - ظاهر

### أفلام أنمي
- ون بيس: أميرة الصحراء والقراصنة - كروكودايل
- ون بيس ستامبيد - كروكودايل
- فيلم ناروتو شيبودن: البرج المفقود - موكادي/أنروكوزان
- دراغون بول Z: معركة الخوارق - غيوماو
- دراغون بول Z: إعادة إحياء "F" - شينرون
- دراغون بول سوبر: برولي - شينرون، الملك كولد
- فيلم بوكيمون الأول: ثأر ميوتو - بروتروت

## أدواره في ألعاب الفيديو
- تيلز أوف إكسيليا - جاو
- تيلز أوف إكسيليا 2 - جاو
- ون بيس: بايريت واريورز - كروكودايل
- ون بيس: بيرنينغ بلاد - كروكودايل
- جوجوز بيزار أدفنتشر: أول ستار باتل - كاميو
- ديجيمون أدفنتشر - فامديمون

## أدواره في الدبلجة اليابانية
- إكس-من - ماغنيتو
- الهوبيت: قفرة سموغ - سموغ
- العم جدو - السيد غاس
- المتحولون: عصر الانقراض - غالفاترون
- كوكب الكنز المفقود - عنكبوت

## وصلات خارجية
- ريوزابورو أوتومو على موقع IMDb (الإنجليزية)
- ريوزابورو أوتومو على موقع ميوزك برينز (الإنجليزية)
- ريوزابورو أوتومو على موقع قاعدة بيانات الفيلم (الإنجليزية)
- ريوزابورو أوتومو على موقع ANN person (الإنجليزية)